# Mbuji-Mayi
Mbuji-Mayi è una città della Repubblica Democratica del Congo; chiamata fino al 1966 Bakwanga, aveva 1.213.726 abitanti nel 2004, aumentati a 1.400.000 nel 2007 (considerando l'intero agglomerato urbano).
Capoluogo della provincia del Kasai Orientale, è uno dei due principali centri dell'industria diamantifera (l'altro è Tshikapa).Nel 2015 è arrivata a 3,368 milioni di abitanti con una superficie di 135,1 km².